# Argentina en los Juegos Olímpicos de Barcelona 1992
La participación de Argentina en los Juegos Olímpicos de Barcelona 1992 fue la 15.ª actuación olímpica oficial organizada por el Comité Olímpico Argentino. La delegación presentó 107 deportistas, de los cuales 16 eran mujeres (14,9 %). El abanderado fue el jugador de hockey sobre césped Marcelo Garraffo.
El equipo olímpico obtuvo una medalla de bronce y 6 diplomas olímpicos (puestos premiados). En el medallero general ocupó la posición n.º 55 sobre 169 países participantes. La medalla fue obtenida por el tenis, en la prueba de dobles masculino.
Argentina obtuvo en Barcelona 92 tres medallas de oro en competencias que se realizaron como exhibición, una en hockey sobre patines y dos en pelota vasca (ambas en la variedad de paleta).
La actuación de Argentina en Barcelona 1992 no pudo consolidar la moderada recuperación del olimpismo argentino que se había insinuado Seúl 1988, luego de la peor etapa histórica transcurrida entre Montreal 1976 y Los Ángeles 1984. La delegación argentina (107) se redujo con respecto a la que fue a Seúl 1988 (124). Algunas federaciones deportivas mostraron serias deficiencias organizativas que afectaron a sus miembros, como sucedió con la atleta Ana María Comaschi, a quien se omitió inscribir, error que no fue descubierto hasta que la propia deportista llegó a Barcelona.
Pese a los aspectos negativos, algunos resultados marcaron tendencias positivas, como las dos medallas de oro en los deportes de exhibición y el tenis, que aportó la única medalla y un diploma, confirmando la potencialidad que ya había mostrado en Seúl 1988. También se obtuvo un diploma en saltos ornamentales, único premio olímpico obtenido por esa disciplina.

## Medalla de bronce en tenis
La única medalla olímpica obtenida por Argentina en Barcelona 1992, fue la de bronce que ganaron Javier Frana (25 años) y Christian Miniussi (25 años) en dobles masculino. Frana estaba ubicado por entonces como n.º 21 del ranking mundial de dobles, mientras que Minussi era el n.º 81. Argentina obtendría también diploma olímpico en doble femenino.
Frana-Miniussi vencieron en su primer partido al doble británico, integrado por Andrew Castel y Chris Wilkinson, al que superaron con amplitud por tres sets a cero (6-3, 6-4, 7-6 [7:1]).
En segunda ronda el dobles argentino debió enfrentar al francés, integrado por Guy Forget y Henri Leconte. La pareja francesa era ampliamente favorita, después de ganar la Copa Davis frente a Estados Unidos el año anterior, donde vencieron a la mejor pareja del mundo integrada por Ken Flach y Robert Seguso, medalla de oro en Seúl 1988.
Frana y Miniussi perdieron los dos primeros sets (4-6 y 6-7), y si bien habían perdido el segundo en el tiebreak (3-7), nada indicaba que pudieran dar vuelta el resultado, frente a la experimentada pareja francesa. Sin embargo los argentinos ganaron los tres sets siguientes (6-4, 6-4 y 6-3), en una de las grandes sorpresas del campeonato.
En cuartos de final se enfrentaron a Jakob Hlasek y Marc Rosset, de Suiza, otra pareja difícil. Ambos habían sido campeones ese año del torneo de Roland Garros, y llegado a la final de la Copa Davis. Rosset por su parte, ganaría en Barcelona la medalla de oro en individuales. Los suizos ganaron con amplitud el primer set (6-2), pero los argentinos lograron ganar el segundo en el tiebreak (7:3). En el tercer set Hlasek-Rosset tomaron de nuevo el control del encuentro, atribuyéndoselo por 6-3. Pero los argentinos volvieron a sorprender al público ganando con comodidad los dos últimos sets (6-2, 6-2). Con este triunfo Frana y Miniussi se aseguraron la medalla de bronce, que en tenis corresponde a los dos perdedores en semifinales, y debieron enfrentar por el pase a la final al equipo alemán integrado por Boris Becker y Michael Stich, que a la postre resultarían ganadores de la medalla de oro.
Becker, uno de los grandes tenistas de todos los tiempos, venía de estar n.º 1 en el ranking de la ATP durante 20 semanas el año anterior, y era también un exitoso jugador de dobles.
Por tercera ocasión consecutiva el partido se resolvió en cinco sets. Los alemanes ganaron los dos primeros sets (7-6 [7:3], 6-2). Pero, como en los partidos anteriores, los argentinos se recuperaron ganando los dos sets siguientes (7-6 [7:4], 6-2), casi con idénticos marcadores. Finalmente Becker-Stich consiguieron una luz de ventaja sobre Frana-Miniussi, para ganar el match con un 6-4 en el último set y ganar el derecho a disputar la final contra el equipo sudafricano, al que vencieron cuatro sets a uno.
Javier Frana y Christian Miniussi ganaron la segunda medalla olímpica para el tenis argentino, en dos Juegos Olímpicos consecutivos, desde que este deporte fuera reinsertado en Seúl 88, donde Gabriela Sabatini ganó la medalla de plata. Una tercera medalla sería obtenida en Atenas 2004 por el doble femenino integrado por Paola Suárez y Patricia Tarabini, mientras que Juan Martín Del Potro obtendría dos medallas más en los Juegos Olímpicos de Londres 2012 y Río de Janeiro 2016, de bronce y plata respectivamente.

## Diplomas olímpicos (puestos premiados) y otros buenos resultados

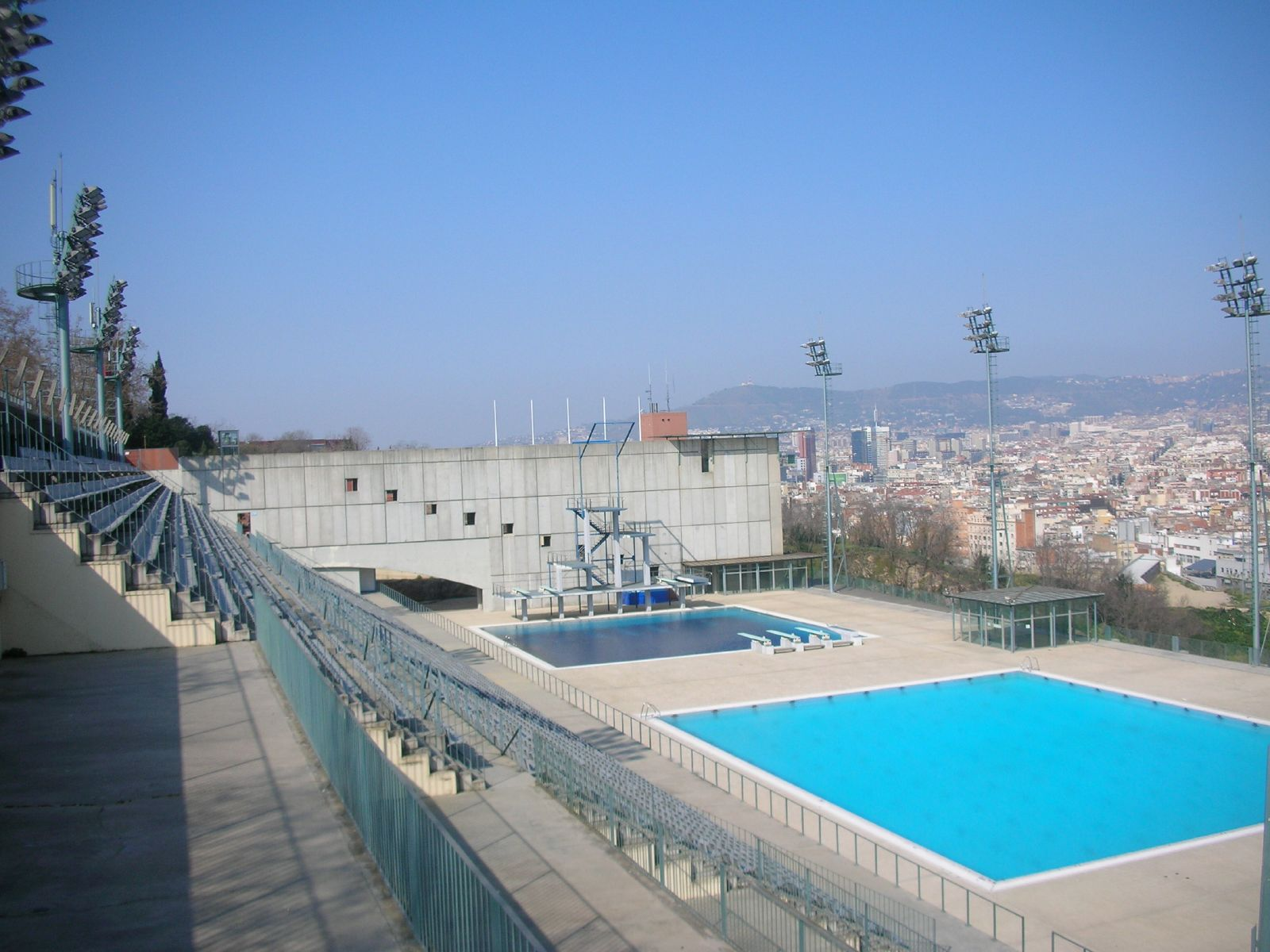
Piscinas olímpicas en Montjuic, para natación y saltos ornamentales.

Los atletas argentinos en Barcelona 1992 obtuvieron 6 diplomas olímpicos (puestos premiados).
 El tenis tuvo una actuación destacada, obteniendo una medalla olímpica, a la que se sumó el diploma obtenido por Mercedes Paz (26 años) y Patricia Tarabini (23 años), al acabar 5.º (cuartos de final) en dobles femenino.
 El ciclismo obtuvo diploma a través de José María Lovito Morales (22 años), quien salió 5.º en la prueba de sprint de 1000 metros.
 El boxeo aportó un diploma cuando Remigio Molina Ferreyra (21 años), quedó en 5.º lugar en la categoría gallo.
 El remo obtuvo un diploma aportado por Sergio Fernández (25 años), quien llegó en 6.º lugar en la prueba de single scull.
 El judo obtuvo diploma olímpico gracias a la actuación de Carolina Mariani (19 años), quien quedó ubicada en la 7.ª posición en la categoría medio livianos.
 En un caso único del olimpismo argentino, Verónica Ribot (30 años) obtuvo diploma en saltos ornamentales, desde plataforma, al clasificar 8.ª en la tabla de posiciones. Ribot también finalizó en el 10.º lugar en trampolín. Antes, se había destacado en los Juegos Olímpicos de Los Ángeles 1984 alcanzando la 12.ª colocación en trampolín, y en los Juegos Olímpicos de Seúl 1988, con otro 12.º puesto en plataforma.

## Medalla de oro en hockey sobre patines (exhibición)
Uno de los deportes de exhibición en Barcelona 92 fue el hockey sobre patines, presentándose los mejores equipos del mundo, como Portugal, el campeón mundial, y otros favoritos como España, Argentina e Italia.
Argentina inició mal la competición perdiendo contra Estados Unidos en un partido muy violento. En la ronda semifinal Argentina venció sucesivamente a Brasil (3-1), a Italia (7-3) y a los Países Bajos, clasificándose para disputar la final contra España. El partido decisivo se jugó el 7 de agosto en el Palau Baugrana.
Argentina salió con Hermann, P. Cairo, Páez, Allende y Roldán; luego entrarían Monserrat y G. Cairo. El encuentro se inició con España dominando con amplitud y una actuación sobresaliente del arquero argentino, impidiendo que los ibéricos se pusieran por delante, hasta que finalmente lo lograron en el minuto 15, con un gol de Avecilla. Argentina reaccionó y en un minuto convirtió dos goles a través de Páez, finalizando el primer tiempo 2-1.
En el segundo tiempo los argentinos tomaron el control del partido aumentando la diferencia con goles de Páez y Roldán (4-2). España redujo la ventaja por medio de Carlés, pero Argentina volvió a ponerse a tres tantos de diferencia gracias a un gol de P. Cairo, dando la sensación de que tenían la victoria asegurada. Pero los argentinos se desconcentraron y los españoles dieron vuelta el partido convirtiendo tres goles y llevando la final a la prórroga.
Reanudado el encuentro, argentinos y españoles no se dieron tregua. Páez, una de las figuras del equipo argentino, rompió el empate (6-5), pero inmediatamente Rovira puso el 6-6. En ese momento Diego Allende logró desnivelar con dos jugadas individuales que le dieron a la Argentina los dos goles de ventaja (8-6) que le permitió obtener la medalla de oro.
El equipo argentino estuvo integrado por: Diego Allende (25), Alfredo Bridge (21), Alejandro Cairo (21), Gabriel Cairo (23), Pablo Cairo (28), Guillermo Herrmann (25), Raúl Monserrat (20), José Luis Páez (23) y Roberto Roldán (23). El director técnico fue Miguel Goméz.

## Dos medallas de oro y dos de bronce en pelota vasca (exhibición)
En Barcelona 1992 se realizó una competición-exhibición de pelota vasca, deporte que también había estado presente en los Juegos de Paris 1924 y México 1968. Se realizaron competicions cuadrangulares en diez disciplinas de pelota vasca, entre los cuatro países mejor situados en el último campeonato mundial. En total participaron ocho países (Argentina, Cuba, España, Filipinas, Francia, México, Uruguay y Venezuela).
Argentina participó en cuatro de las diez disciplinas disputadas, obteniendo medalla en todas, dos de oro y dos de bronce. Tres de las medallas correspondieron a la pelota paleta, variante argentina del juego, mientras la restante fue obtenida en frontenis.
Los equipos argentinos ganadores de medalla fueron:
 Trinquete, Paleta cuero: Fernando Elortondo, Fernando Abadía, Ricardo Bizzozero.

  Trinquete, Paleta goma: Eduardo Ross, Ramón Ross, Gerardo Romano, Juan Miró.

  Frontón 30 m, Frontenis masculino: Rodrigo García de la Vega, Luis Cimadamore.

 Frontón 36 m, Paleta cuero: Guillermo Filippo, Gustavo Huete, Gustavo Canut, Fernando Elortondo.